# Царь-холод, или Почему вымерзает Россия
«Царь-холод, или Почему вымерзает Россия» — книга российского политолога и публициста Сергея Кара-Мурзы, написанная в соавторстве с Сергеем Телегиным. Впервые издана в 2003 году в издательстве «Алгоритм». В 2004 года была переиздана издательством «Эксмо». Книга описывает кризисную ситуацию в теплоснабжении России.
В книге рассматриваются результаты реформирования одной из подотраслей жилищно-коммунального хозяйства России — теплоснабжения (подачи тепла в жилые и производственные помещения для отопления, вентиляции и снабжения горячей водой) в ходе радикальных экономических преобразований.
Авторы опираются на два официальных документа: «Теплоснабжение Российской Федерации. Пути выхода из кризиса» (национальный доклад, подготовленный в рамках Программы развития ООН) и «Концепция развития теплоснабжения в России, включая коммунальную энергетику, на среднесрочную перспективу» (подготовленная Минэнерго РФ). Свои выводы авторы также изложили в «Российском экономическом журнале». Ранее Сергей Телегин опубликовал несколько статей в «Советской России» о кризисной ситуации в теплоснабжении.

## Отзывы и оценки
Организация «Байкальская экологическая волна» отмечала: «Как бы мы ни относились к авторам, каких бы политических взглядов ни придерживались, нужно признаться — приведённые ими данные достаточно убедительны для того, чтобы согласиться с итоговым выводом книги: система, созданная в ходе реформ, не позволяет создать систему теплоснабжения, альтернативную существующей. Система не позволяет и поддерживать в дееспособном состоянии систему теплоснабжения, унаследованную от советского строя».
Положительные оценки дали газеты «Советская Россия» и «Литературная Россия». Так, после выхода книги «Советская Россия» писала: «Подготовка этой книги потребовала большого труда, авторы изучили большое число фактических данных, отчетов и официальных докладов. Результат — убедительная картина того, что всех нас ожидает в ходе дальнейшей реализации реформы ЖКХ. Эта книга — документ, который должны прочитать все, кто чувствует свою ответственность за жизнь детей и внуков. Пусть никто потом не говорит, что его не предупредили о последствиях той реформы ЖКХ, которую власть проводит, ссылаясь на „волеизъявление избирателей“». В другой статье газеты отмечалось: «[в книге] делается обоснованный однозначный вывод: реформа ЖКХ по модели наших либералов — это не просто геноцид собственных граждан, это подлинное безумие со стороны любого государства. Общее централизованное дешевое теплоснабжение просто экономичнее для северной страны…». В рецензии «Литературной газеты» говорилось:

Не секрет, что в суровых климатических условиях России, где отопительный сезон в среднем равен 7 месяцам, система теплоснабжения является абсолютно необходимой для физического выживания населения и обеспечения безопасности страны. Исторически теплоснабжение в городах России сложилось как централизованное, с выработкой тепла на ТЭЦ. Этот принципиальный технологический выбор — который отнюдь не следует рассматривать, как это делают нынешние реформаторы, устаревшим пережитком социализма — позволил надёжно снабжать жилища теплом, эффективно использовать топливо, минимизировать вредные выбросы в атмосферу. Однако начиная с 1990-х годов в этой жизненно важной отрасли ЖКХ полным ходом идут реформы, главный смысл которых заключается в децентрализации системы теплоснабжения, расчленении её на отдельные участки и передаче в частные руки, а также в стопроцентной оплате тепла населением. Авторы книги, с цифрами и фактами на руках, в доходчивой форме весьма убедительно доказывают утопичность и гибельность таких реформ для большинства граждан страны. <…>
Между тем, степень изношенности технической базы теплоснабжения (ТЭЦ, котельные, теплосети) достигла за последние 15 лет такого уровня, что можно говорить о реальной возможности техносферной катастрофы.
Всё это позволило авторам сделать вывод, что система хозяйства и управления, созданная в ходе реформы, привела в полную негодность унаследованную от СССР инфраструктуру теплоснабжения, не сумев при этом построить новую.

Доктор экономических наук, заведующий лабораторией Института народнохозяйственного прогнозирования РАН Олег Пчелинцев в научном докладе, посвящённом состоянию российской инфраструктуры, отмечал:

Другим примером для нас послужит жилищно-коммунальное хозяйство. Это 52 тысячи предприятий и организаций, 4,2 млн работников. На ЖКХ приходится 8 % общероссийского производства валового внутреннего продукта. В то же время оно потребляет 20 % всех энергоресурсов, что вызывает законное возмущение их экспортеров. Проблемам теплоснабжения посвящена недавно вышедшая книга С. Кара-Мурзы и С. Телегина «Царь-холод. Почему вымерзают русские» (М.: ЭКСМО, «АЛГОРИТМ», 2004). За этим по-журналистски легковесным названием стоит вполне серьёзная работа… В коммунальном хозяйстве два миллиона работников. Очень (на 60 %) изношены основные фонды. В результате, потери тепла достигают 37 %, воды — 30 %. Число аварий в сетях за 90-е гг. выросло в 5 раз, а за первые два года нового века — ещё на четверть. Из-за этого планово-предупредительный ремонт все чаще приходится заменять аварийно-восстановительными работами, которые обходятся в 2-3 раза дороже. О том, к чему это может привести, умолчим.

Пчелинцев выделил в книге критику, звучащую в адрес правительственных предложений по реформе теплоснабжения:

Обратимся прямо к предложениям.
Главное из них — перевод теплоснабжения на рельсы конкуренции. Но для этого нужны:
1) Избыточные мощности (которых в теплоснабжении нет).
2) Свободное перемещение товара. Но в теплоснабжении тепло можно передавать только по сетям на небольшие расстояния. Свободная загрузка теплоисточников, требующая переменных расходов теплоносителя, в большинстве случаев технически неосуществима, либо требует прокладки тепловых сетей больших диаметров, что повышает потери тепла и удорожает его транспорт.
3) Свободное ценообразование. Но если производство тепла на одном из теплоисточников окажется дешевле, то все потребители станут, естественно, пользоваться только им. А это приведет к ликвидации второго источника, на чём конкуренция и закончится.
Не лучше и другие предложения. Так, попытка внедрить счетчики тепла разбивается об огромные затраты и неприспособленность существующих систем с однотрубной разводкой к поквартирному регулированию (цит. пр., с. 64). А повышение тарифов «заставляет гоняться за неплательщиками и отрезать у них автогеном батареи отопления» (цит. пр., с. 63).

Экономико-географ, профессор Григорий Агранат писал: «Известные учёные в деталях показали пагубность политики в области жилищно-коммунального хозяйства. Они выявили „антинародный характер“ пропагандируемого перевода централизованных систем теплоснабжения на индивидуальные домовые котельные. Обнаружено, что многие, в том числе крупные, операции эффективнее осуществлять на внерыночной основе, чем путём купли-продажи». Книгу Кара-Мурзы использовали в своей работе экономисты — доктор экономических наук Г. И. Ханин и сотрудник Сибирского отделения РАН Д. А. Фомин.